# Midőn a Szűz Magzatát
A Midőn a Szűz Magzatát egy karácsonyi ének. Dallamának legkorábbi forrása Bozóki Mihály 1797-ben kiadott Katholikus karbeli kótás énekeskönyve. Szövege még régebbi: az 1651-ben Lőcsén Kisdy Benedek püspök védnöksége alatt megjelent Cantus Catholici című énekeskönyvből való.
Vízkeresztkor ugyanezt a dallamot Az isteni gyermeket kezdetű szöveggel éneklik. E szöveg forrása Tárkányi Béla–Zsasskovszky Ferenc–Zsasskovszky Endre: Katholikus Egyházi Énektár című könyve.
Mindkét ének megtalálható a Szent vagy, Uram! című katolikus énektárban (26. és 43. szám).
Feldolgozás:
| Szerző        | Mire                | Mű                            |
| ------------- | ------------------- | ----------------------------- |
| Ludvig József | ének, gitárakkordok | Mennyből az angyal, 24. oldal |

## Kotta és dallam
| Midőn a Szűz Magzatát, sírdogáló kisfiát el akarja altatni, így énekel őneki: ó, napfény, ó, élet, ó, édes Jézus, ó, édes Jézus. | Napom édes, szép fénye, Ó életem reménye, A barmoknak jászlában, Aludj a lágy szénában. Ó napfény, ó élet… | Ó én édes Gyermekem, Téged kíván csak lelkem. Aludj, édes virágom, Gyenge bimbóm, zöld ágom. Ó napfény, ó élet… |
| Ó aludj, én Királyom, Aludj, édes magzatom, Aludj, gyenge gyöngyvirág, Amíg enged e világ. Ó napfény, ó élet…                    | Akarsz-e más éneket? Hívok pásztorsereget; Nem énekel senkisem, Mint ezek, oly ékesen. Ó napfény, ó élet…  | Mihelyt kedved megértik, Éneküket rákezdik: Aludj, kisded, ó aludj, Jászolkádban csak aludj! Ó napfény, ó élet… |

A vízkeresztkor énekelt szöveg:
| Az isteni gyermeket, Ki ma kijelentetett A három szent bölcs előtt, Dícsérjük és áldjuk őt. Szép jel és szép csillag, Szép napunk támadt, Szép napunk támadt. | A zsidók őt üldözék, A bölcsek megtisztelék Arany, tömjén, mirhával, S a szív imádásával. Szép jel és szép csillag, Szép napunk támadt, Szép napunk támadt. | Szent hitünknek csillaga Minekünk is jelt ada, Hogy megjelent királyunk, Kit epedve úgy vártunk. Szép jel és szép csillag, Szép napunk támadt, Szép napunk támadt. |
| Hit, remény és szeretet, Mely tőle nyer életet: Ez a hármas áldozat, Melyet szívünk neki ad. Szép jel és szép csillag…                                        | Isten-ember, nagy király! Előtted ím néped áll, Kérvén szent malasztodat, Hogy áldja jóvoltodat. Szép jel és szép csillag…                                  | |

## Felvételek
- Midőn a szűz magzatát. Borbély Anikó  YouTube (2009)  (Hozzáférés: 2016. szeptember 26.) (audió)
- Csordapásztorok - 15 - Midön a Szűz Magzatát. A Városmajori katolikus templom kórusa, Koloss István orgona, vezényel Zimányi István  YouTube (2015. december 24.)  (Hozzáférés: 2016. szeptember 26.) (audió)